# Enåkersby
Enåkersby är en by i Enåkers socken, Heby kommun. 
Enåkersby är belägen ungefär en kilometer från Enåkers kyrka, men kyrkan är uppförd inom byns marker, och har räknat som kyrkby. Byn omtalas i dokument första gången 1356 ("i Junakersby", 1395 "i Jwnaker kirkioby"). 1356 ger Magnus Nilsson (Rävelsta-ätten) 2 öresland och 20 penningland jord i Enåkersby i morgongåva till sin hustru Ingeborg Ulfsdotter (Ulv). 1370 överlåter kung Albrekt 1 öres och 16 penningland förbrutet gods i Enåkersby till Sten Stensson (Bielke). 1395 intygas att Ingeborg Ulfsdotter (Ulv), på sin dödsbädd testamenterat 1 markland i Enåkersby till Eskilstuna kloster. 1492 var Peder Larsson i Enåkersby syneman vid Simtuna häradsting. I förteckning över Ture Eriksson (Bielke)s jordinnehav från omkring 1530 upptas en gård i Enåkersby. 1538 uppges kyrkoutjorden i Enåkersby årligen ränta 4 örtugar i avradspenningar. De två klostergårdarna räntar vardera 3 mark i avradspenningar, 4 örtugar i gengärdspenningar och 4 hästar. Huddunge kyrka hade även en gård här som räntade 2 avradspeningar till prästen enskilt, 4 örtugar gengärdspenningar, 6 dagsverken och 4 hästar. Skattelängden upptar Enåkersby som två hela mantal skatte. Ett om 5 öresland och 8 penningland och ett om 5 öresland med en skatteutjord i byn. Vidare ett kyrkohemman tillhörigt Huddunge kyrka om 6 öresland, en kyrkoutjord om 6 penningland som hör till en av gårdarna under Eskilstuna kloster. Två hela Eskilstunaklosterhemman, ett om 4 öresland och 6 penningland med utjorden ovan och ett annat även det om 4 öresland och 6 penningland. Vidare ett helt mantal frälse, tillhörigt Lars Eriksson (Björnram). Det sistnämnda kallas 1549 "Kerrby".
- Det medeltida Sverige 1:8 Fjädrundaland